# Pseudochromis colei
Pseudochromis colei är en fiskart som beskrevs av Herre, 1933. Pseudochromis colei ingår i släktet Pseudochromis och familjen Pseudochromidae. Inga underarter finns listade i Catalogue of Life.